# إلديفونسو مندوزا
إلديفونسو مندوزا (بالإسبانية: Ildefonso Mendoza)‏ هو لاعب كرة قدم مكسيكي في مركز الوسط، ولد في 21 سبتمبر 1975 في مدينة سان لويس بوتوسي في المكسيك.